# Emil Aslan
Emil Aslan (* 19. listopadu 1978, Jerevan) je český politolog a vysokoškolský pedagog, bývalý ředitel výzkumu Ústavu mezinárodních vztahů.

## Biografie
Emil Aslan je absolventem oborů německý jazyk Moskevské státní pedagogické univerzity (1997), Mezinárodní vztahy na Institutu politologických studií FSV UK (2001, Mgr.) a právo na Humanitárním institutu Sankt-Petěrburské státní polytechnické univerzity (2004, Mgr.). V roce 2005 se stal doktorem filozofie na Karlově univerzitě v Praze. Absolvoval v letech 2006-2007 roční výzkumný pobyt na Kennedy School of Government, Harvard University (Fulbrightovo stipendium). Habilitoval v roce 2013 v oboru Mezinárodní teritoriální studia na FSV UK, od roku 2017 je docentem. Od roku 2018 do roku 2021 byl ředitelem výzkumu Ústavu mezinárodních vztahů. V prosinci 2020 ho prezident Miloš Zeman jmenoval profesorem v oboru politologie.
Jeho výzkum se zaměřuje na politologii a sociologii, a to zejména na problematiku asymetrických a iregulérních konfliktů ve spojení s politickou etnografii a mikrodynamikou ozbrojených konfliktů a skupin. Soustředí se zejména na postsovětský prostor, Turecko a Írán.
Je autorem řady odborných analýz pro NATO, ministerstvo zahraničních věcí ČR a ministerstvo obrany. V publikační činnosti používá pseudonym Souleimanov.
Umí výborně nebo velmi dobře ruštinu, češtinu, angličtinu, arménštinu, němčinu, slovenštinu, turečtinu, ázerbájdžánštinu a pasivně krymskou tatarštinu, francouzštinu a italštinu.
Jeho otec je Jonas Aslan starší.

## Publikační činnost
- ASLAN, Emil. How Socio-Cultural Codes Shaped Violent Mobilization and Pro-Insurgent Support in the Chechen Wars. Basingstoke: Palgrave Macmillan, 2017. ISBN 978-3-319-52916-5.
- ASLAN, Emil. The North Caucasus Insurgency: Dead or Alive? Carlisle Barracks. PA: U.S. Army War College Press & Strategic Studies Institute, 2017.
- ASLAN, Emil; ALIYEV, Huseyn. The Individual Disengagement of Avengers, Nationalists, and Jihadists: Why Ex-Militants Choose to Abandon Violence in the North Caucasus. Basingstoke: Palgrave Macmillan, 2014.
- ASLAN, Emil. Understanding Ethnopolitical Conflict: Karabakh, Abkhazia, and South Ossetia Wars Reconsidered. Basingstoke: Palgrave Macmillan, 2013.
- ASLAN, Emil. An Endless War: The Russian-Chechen Conflict in Perspective. Frankfurt am Main: Peter Lang, 2007.